# Muriel Guilbault
Muriel Guilbault (* 18. Februar 1922 in Duck Lake/Saskatchewan; † 3. Januar 1952 in Montreal) war eine kanadische Schauspielerin und Hörspielsprecherin.

## Leben
Guilbault wurde als älteste Tochter eine Lebensmittelhändlers und einer Haushälterin geboren. Ihre jüngere Schwester Denise wurde gleich ihr als Schauspielerin bekannt unter dem Namen Dyne Mousso. Ab dem achten Lebensjahr lebte sie in Montreal, wo sie Schauspielunterricht bei Yvonne Duckett nahm. Fünfzehnjährig wurde sie in die von Mario Duliani geleitete französische Sektion des Montreal Repertory Theatre aufgenommen.
Ab 1939 trat sie in Hörfunkproduktionen zunächst bei Radio-Comédie des französischsprachigen Senders CHLP (u. a. in Vie de famille) und später bei Radio Canada auf. Bei letzterem Sender wurde sie in den 1940er Jahren mit ihrer Rolle in Henry Deygluns Les Secrets du docteur Morhanges bekannt. Daneben hatte sie weiterhin Auftritte mit dem Montréal Repertory Theater und den Theatertruppen des Arcade, der Comédie de Montréal (u. a. neben Janine Sutto) und des Équipe. Zwischen 1942 und 1946 begleitete sie Gratien Gélinas bei den Fridolinades am Monument-National. Ihr berühmteste Theaterrolle wurde die Marie-Ange in dem Stück Ti Toq, die Gélinas speziell für sie konzipiert hatte.
1946 spielte Guilbault die Rolle der Estelle Rigaut in Jean-Paul Sartres Geschlossene Gesellschaft. Nachdem Sartre sie in einer improvisierten Aufführung des Stücks gesehen hatte, lud er sie zu Auftritten in Paris ein. In dieser Zeit schloss sich Guilbault unter dem Einfluss ihres Partners Claude Gauvreau der Gruppierung der Automatisten an. 1946 übernahm sie eine Rolle in dessen vom Dadaismus beeinflussten Stück Bien être auf. Im Januar 1952 nahm sie sich in Montreal das Leben.